# Dysaethria albolilacina
Dysaethria albolilacina är en fjärilsart som beskrevs av Holloway 1998. Dysaethria albolilacina ingår i släktet Dysaethria och familjen Uraniidae. Inga underarter finns listade i Catalogue of Life.